# Torre Mussa
La torre Muza (o Torre Mussa, para los valencianos) está situada a las afueras de Benifayó (Valencia) España. Junto a la carretera de Benifayó a Catadau, es una construcción de arquitectura árabe construida en el siglo XII y reformada en el siglo XIV y en el siglo XXI
Construida con piedra y mortero de cal, aún conserva internamente arcadas correspondientes a las plantas hoy derruidas, así como agujeros circulares, lo que parece demostrar que se trataría de una torre-palomar de la época islámica. 
El uso como parte del cinturón defensivo de la ciudad de Valencia puede ser que date de la época cristiana. 
Se trata de una torre prismática de planta cuadrangular de unos 10,2 metros de lado. Consta de un basamento de unos 3 metros de altura, y con un espesor en los muros de 1,20 metros, realizado con aparejo irregular con la técnica de tapia de piedra. Sobre este basamento se encuentra la puerta de entrada, que está protegida por una ventana situada en la primera planta. Tiene otras dos plantas con cuatro ventanas cada una de ellas. Los forjados serían de madera, aunque no se conservan, todavía son visibles las huellas del apoyo en los muros de las viguetas. En el remate se conservan algunas almenas. Se conserva al interior un muro con tres arcos, uno por planta, que divide en dos la planta de la torre.